# 10e étape du Tour de France 2003
Pour un article plus général, voir Tour de France 2003.
La 10e étape du Tour de France 2003 s'est déroulée le 15 juillet 2003 entre Gap et Marseille sur un parcours de 219,5 km. Elle a été remportée par le Danois Jakob Piil devant son compagnon d'échappée, l'italien Fabio Sacchi. L'Américain Lance Armstrong conserve le maillot jaune.

## Classement de l'étape
| \| Classement de l'étape \| Classement de l'étape \| Classement de l'étape \| Classement de l'étape \| Classement de l'étape \| \| Coureur \| Coureur \| Pays \| Équipe \| Temps \| \| --------------------- \| -------------------------- \| --------------------- \| ------------------------------- \| --------------------- \| \| 1er \| Jakob Piil \| Danemark \| CSC \| 5 h 09 min 33 s \| \| 2e \| Fabio Sacchi \| Italie \| Saeco \| + 0 s \| \| 3e \| Bram de Groot \| Pays-Bas \| Rabobank \| + 49 s \| \| 4e \| Damien Nazon \| France \| Brioches La Boulangère \| + 2 min 07 s \| \| 5e \| René Haselbacher \| Autriche \| Gerolsteiner \| + 2 min 07 s \| \| 6e \| Philippe Gaumont \| France \| Cofidis-Le Crédit par Téléphone \| + 2 min 07 s \| \| 7e \| Serge Baguet \| Belgique \| Lotto-Domo \| + 2 min 07 s \| \| 8e \| José Vicente García Acosta \| Espagne \| iBanesto.com \| + 2 min 07 s \| \| 9e \| José Enrique Gutiérrez \| Espagne \| Kelme-Costa Blanca \| + 5 min 06 s \| \| 10e \| Baden Cooke \| Australie \| Fdjeux.com \| + 21 min 23 s \| |                            |           |                                 |                 |
| |                            |           |                                 |                 |
| |                            |           |                                 |                 |
| Classement de l'étape |                            |           |                                 |                 |
| Coureur | Coureur                    | Pays      | Équipe                          | Temps           |
| 1er | Jakob Piil                 | Danemark  | CSC                             | 5 h 09 min 33 s |
| 2e | Fabio Sacchi               | Italie    | Saeco                           | + 0 s           |
| 3e | Bram de Groot              | Pays-Bas  | Rabobank                        | + 49 s          |
| 4e | Damien Nazon               | France    | Brioches La Boulangère          | + 2 min 07 s    |
| 5e | René Haselbacher           | Autriche  | Gerolsteiner                    | + 2 min 07 s    |
| 6e | Philippe Gaumont           | France    | Cofidis-Le Crédit par Téléphone | + 2 min 07 s    |
| 7e | Serge Baguet               | Belgique  | Lotto-Domo                      | + 2 min 07 s    |
| 8e | José Vicente García Acosta | Espagne   | iBanesto.com                    | + 2 min 07 s    |
| 9e | José Enrique Gutiérrez     | Espagne   | Kelme-Costa Blanca              | + 5 min 06 s    |
| 10e | Baden Cooke                | Australie | Fdjeux.com                      | + 21 min 23 s   |

## Classement général
| \| Classement général \| Classement général \| Classement général \| Classement général \| Classement général \| \| Coureur \| Coureur \| Pays \| Équipe \| Temps \| \| ------------------ \| -------------------- \| ------------------ \| ----------------------------- \| ------------------ \| \| 1er \| Lance Armstrong \| États-Unis \| US Postal Service-Berry Floor \| DQ \| \| 2e \| Alexandre Vinokourov \| Kazakhstan \| Telekom \| + 21 s \| \| 3e \| Iban Mayo \| Espagne \| Euskaltel-Euskadi \| + 1 min 02 s \| \| 4e \| Francisco Mancebo \| Espagne \| iBanesto.com \| + 1 min 37 s \| \| 5e \| Tyler Hamilton \| États-Unis \| CSC \| + 1 min 52 s \| \| 6e \| Jan Ullrich \| Allemagne \| Team Bianchi \| + 2 min 10 s \| \| 7e \| Ivan Basso \| Italie \| Fassa Bortolo \| + 2 min 25 s \| \| 8e \| Roberto Heras \| Espagne \| US Postal Service-Berry Floor \| + 2 min 28 s \| \| 9e \| Haimar Zubeldia \| Espagne \| Euskaltel-Euskadi \| + 3 min 25 s \| \| 10e \| Denis Menchov \| Russie \| iBanesto.com \| + 3 min 45 s \| |                      |            |                               |              |
| |                      |            |                               |              |
| |                      |            |                               |              |
| Classement général |                      |            |                               |              |
| Coureur | Coureur              | Pays       | Équipe                        | Temps        |
| 1er | Lance Armstrong      | États-Unis | US Postal Service-Berry Floor | DQ           |
| 2e | Alexandre Vinokourov | Kazakhstan | Telekom                       | + 21 s       |
| 3e | Iban Mayo            | Espagne    | Euskaltel-Euskadi             | + 1 min 02 s |
| 4e | Francisco Mancebo    | Espagne    | iBanesto.com                  | + 1 min 37 s |
| 5e | Tyler Hamilton       | États-Unis | CSC                           | + 1 min 52 s |
| 6e | Jan Ullrich          | Allemagne  | Team Bianchi                  | + 2 min 10 s |
| 7e | Ivan Basso           | Italie     | Fassa Bortolo                 | + 2 min 25 s |
| 8e | Roberto Heras        | Espagne    | US Postal Service-Berry Floor | + 2 min 28 s |
| 9e | Haimar Zubeldia      | Espagne    | Euskaltel-Euskadi             | + 3 min 25 s |
| 10e | Denis Menchov        | Russie     | iBanesto.com                  | + 3 min 45 s |

## Classements annexes
| Classement par points | Classement par points | Classement par points | Classement par points | Classement par points |
| Coureur               | Coureur               | Pays                  | Équipe                | Points                |
| --------------------- | --------------------- | --------------------- | --------------------- | --------------------- |
| 1er                   | Baden Cooke           | Australie             | Fdjeux.com            | 140 pts               |
| 2e                    | Robbie McEwen         | Australie             | Lotto-Domo            | 131 pts               |
| 3e                    | Erik Zabel            | Allemagne             | Telekom               | 112 pts               |
| 4e                    | Thor Hushovd          | Norvège               | Crédit Agricole       | 107 pts               |
| 5e                    | Jean-Patrick Nazon    | France                | Jean Delatour         | 100 pts               |

| Classement par points | Classement par points | Classement par points | Classement par points | Classement par points |
| Coureur               | Coureur               | Pays                  | Équipe                | Points                |
| --------------------- | --------------------- | --------------------- | --------------------- | --------------------- |
| 1er                   | Baden Cooke           | Australie             | Fdjeux.com            | 140 pts               |
| 2e                    | Robbie McEwen         | Australie             | Lotto-Domo            | 131 pts               |
| 3e                    | Erik Zabel            | Allemagne             | Telekom               | 112 pts               |
| 4e                    | Thor Hushovd          | Norvège               | Crédit Agricole       | 107 pts               |
| 5e                    | Jean-Patrick Nazon    | France                | Jean Delatour         | 100 pts               |

| Classement de la montagne | Classement de la montagne | Classement de la montagne | Classement de la montagne     | Classement de la montagne |
| Coureur                   | Coureur                   | Pays                      | Équipe                        | Points                    |
| ------------------------- | ------------------------- | ------------------------- | ----------------------------- | ------------------------- |
| 1er                       | Richard Virenque          | France                    | Quick Step-Davitamon          | 135 pts                   |
| 2e                        | Jörg Jaksche              | Allemagne                 | ONCE-Eroski                   | 75 pts                    |
| 3e                        | Lance Armstrong           | États-Unis                | US Postal Service-Berry Floor | DQ                        |
| 4e                        | Iván Parra                | Colombie                  | Kelme-Costa Blanca            | 71 pts                    |
| 5e                        | Aitor Garmendia           | Espagne                   | Team Bianchi                  | 62 pts                    |

| Classement de la montagne | Classement de la montagne | Classement de la montagne | Classement de la montagne     | Classement de la montagne |
| Coureur                   | Coureur                   | Pays                      | Équipe                        | Points                    |
| ------------------------- | ------------------------- | ------------------------- | ----------------------------- | ------------------------- |
| 1er                       | Richard Virenque          | France                    | Quick Step-Davitamon          | 135 pts                   |
| 2e                        | Jörg Jaksche              | Allemagne                 | ONCE-Eroski                   | 75 pts                    |
| 3e                        | Lance Armstrong           | États-Unis                | US Postal Service-Berry Floor | DQ                        |
| 4e                        | Iván Parra                | Colombie                  | Kelme-Costa Blanca            | 71 pts                    |
| 5e                        | Aitor Garmendia           | Espagne                   | Team Bianchi                  | 62 pts                    |

| Classement du meilleur jeune | Classement du meilleur jeune | Classement du meilleur jeune | Classement du meilleur jeune | Classement du meilleur jeune |
| Coureur                      | Coureur                      | Pays                         | Équipe                       | Temps                        |
| ---------------------------- | ---------------------------- | ---------------------------- | ---------------------------- | ---------------------------- |
| 1er                          | Denis Menchov                | Russie                       | iBanesto.com                 | 45 h 50 min 07 s             |
| 2e                           | Sylvain Chavanel             | France                       | Brioches La Boulangère       | + 5 min 59 s                 |
| 3e                           | Evgueni Petrov               | Russie                       | iBanesto.com                 | + 9 min 41 s                 |
| 4e                           | Juan Miguel Mercado          | Espagne                      | iBanesto.com                 | + 11 min 46 s                |
| 5e                           | Mikel Astarloza              | Espagne                      | AG2R Prévoyance              | + 12 min 29 s                |

| Classement du meilleur jeune | Classement du meilleur jeune | Classement du meilleur jeune | Classement du meilleur jeune | Classement du meilleur jeune |
| Coureur                      | Coureur                      | Pays                         | Équipe                       | Temps                        |
| ---------------------------- | ---------------------------- | ---------------------------- | ---------------------------- | ---------------------------- |
| 1er                          | Denis Menchov                | Russie                       | iBanesto.com                 | 45 h 50 min 07 s             |
| 2e                           | Sylvain Chavanel             | France                       | Brioches La Boulangère       | + 5 min 59 s                 |
| 3e                           | Evgueni Petrov               | Russie                       | iBanesto.com                 | + 9 min 41 s                 |
| 4e                           | Juan Miguel Mercado          | Espagne                      | iBanesto.com                 | + 11 min 46 s                |
| 5e                           | Mikel Astarloza              | Espagne                      | AG2R Prévoyance              | + 12 min 29 s                |

| Classement par équipes | Classement par équipes          | Classement par équipes | Classement par équipes |
| Équipe                 | Équipe                          | Pays                   | Temps                  |
| ---------------------- | ------------------------------- | ---------------------- | ---------------------- |
| 1re                    | CSC                             | Danemark               |                        |
| 2e                     | iBanesto.com                    | Espagne                | + 27 s                 |
| 3e                     | Euskaltel-Euskadi               | Espagne                | + 11 min 09 s          |
| 4e                     | US Postal Service-Berry Floor   | États-Unis             | + 15 min 20 s          |
| 5e                     | Cofidis-Le Crédit par Téléphone | France                 | + 21 min 16 s          |

| Classement par équipes | Classement par équipes          | Classement par équipes | Classement par équipes |
| Équipe                 | Équipe                          | Pays                   | Temps                  |
| ---------------------- | ------------------------------- | ---------------------- | ---------------------- |
| 1re                    | CSC                             | Danemark               |                        |
| 2e                     | iBanesto.com                    | Espagne                | + 27 s                 |
| 3e                     | Euskaltel-Euskadi               | Espagne                | + 11 min 09 s          |
| 4e                     | US Postal Service-Berry Floor   | États-Unis             | + 15 min 20 s          |
| 5e                     | Cofidis-Le Crédit par Téléphone | France                 | + 21 min 16 s          |